# Enlèvement de Proserpine par Pluton (Girardon)
Pour les articles homonymes, voir L'Enlèvement de Proserpine (Le Bernin).

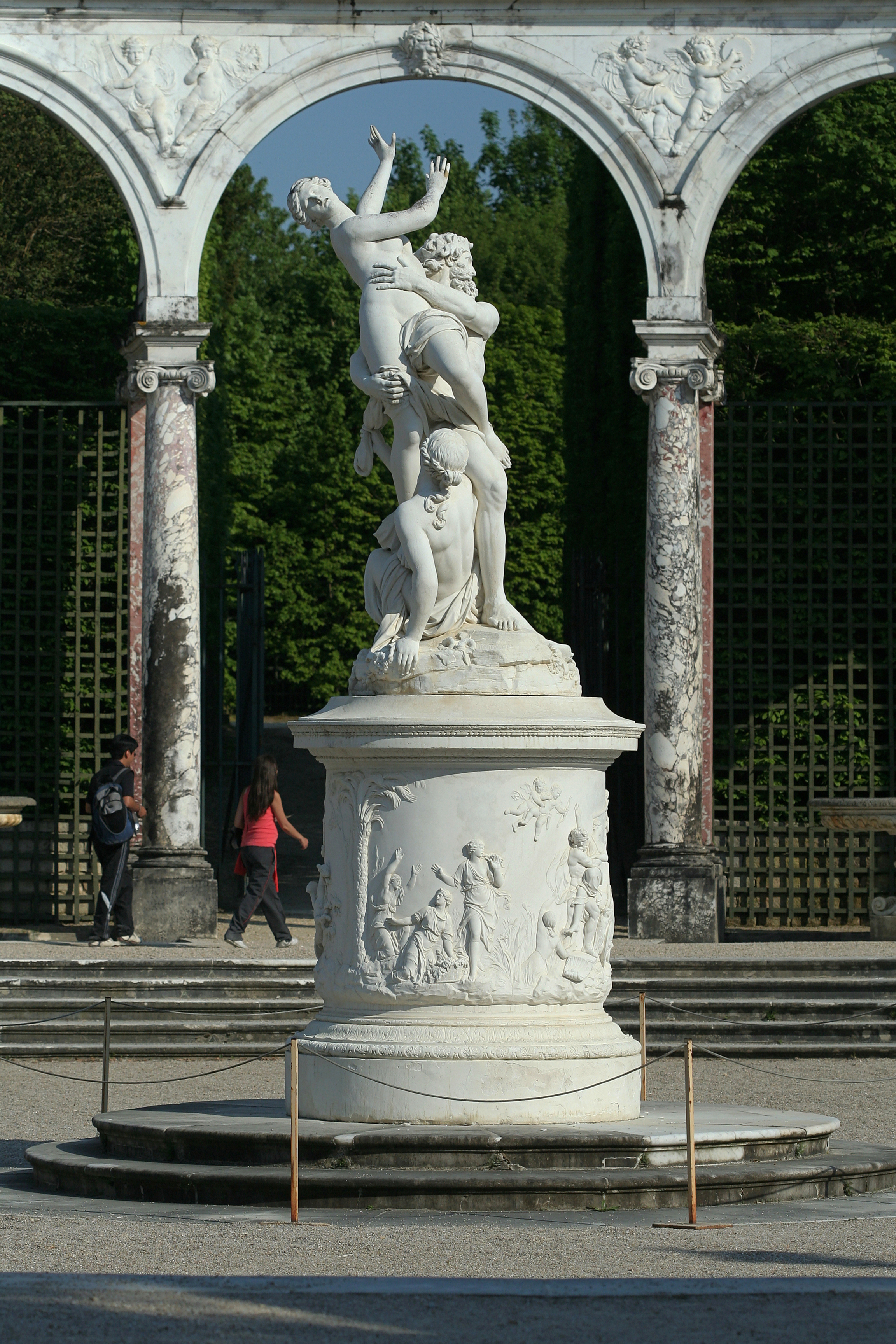
Enlèvement de Proserpine par Pluton, moulage du groupe installé au centre du bosquet de la Colonnade.

L’Enlèvement de Proserpine par Pluton, chef-d’œuvre de François Girardon inspiré par l'histoire du rapt de Perséphone ou Proserpina, est un groupe relié en marbre achevé vers 1696, conservé à l’orangerie du château de Versailles.

## Histoire
En 1674, le roi Louis XIV décida d’effectuer la « Grande Commande » pour le parc du château de Versailles. C’est ainsi qu’en 1675, le sculpteur français François Girardon (1628-1715) reçut la commande du roi d’un groupe sculpté en marbre, représentant l’enlèvement de Proserpine par Pluton. Cet ensemble devait aller avec sept autres enlèvements. 

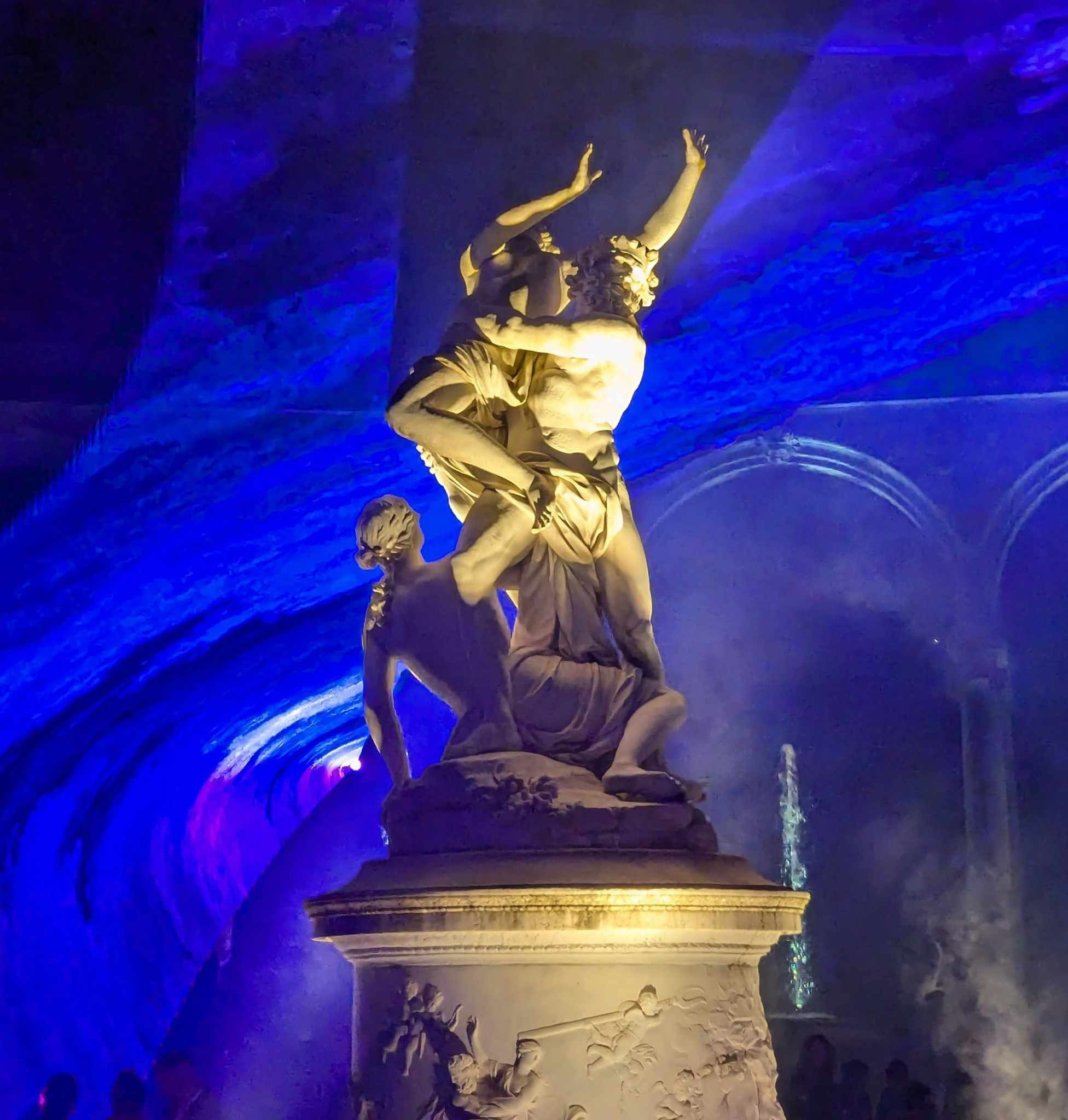
L'œuvre de nuit

Nicodème Tessin rapporte que lors de sa visite en 1687 à l’atelier de Girardon au Louvre, il remarque que le sculpteur a presque terminé. Il évoque aussi l’existence d’un plâtre. Douze années sont nécessaires pour arriver à bout de l’œuvre. Cependant en 1683, le projet de la grande commande est annulé et les statues sont dispersées dans le parc. La plupart sont installées le long des charmilles du parterre Nord. En août 1679, Girardon concluait un accord devant notaire avec Denis Martin, pour une somme de 4 100 livres et un délai de cinq ans. Celui-là devait transcrire dans le marbre l’enlèvement de Proserpine sous la direction de Girardon. Le contrat fut annulé moins d’un mois plus tard, mais on peut supposer que Girardon eut quand même recours au service d’un praticien pour effectuer le travail commandé. On sait, grâce aux archives de Versailles que cette réalisation a coûté 15 000 livres, et son piédestal, 3 250 livres. 
On sait que « Girardon composa son groupe à partir de deux passages du livre V des Métamorphoses d’Ovide : l’épisode de l’enlèvement proprement dit (Paene simul visa est dilectaque raptaque Dit…, vers 395-399) et la vaine opposition de la nymphe Cyrané à l’entreprise de Pluton (Dixit et in partes diversas bracchia tendens…, vers 419-424) reflet d’un probable cahier des charges. » En août 1696, on prévoit 50 chevaux pour transporter l’ensemble de Paris à Versailles, et deux mourront en chemin. Le transport dura deux jours.
Le piédestal du groupe a lui aussi une histoire. Il est également l’œuvre de François Girardon, avec la collaboration de Robert Le Lorrain, et est encore davantage marqué par la grâce et l’élégance. On y distingue trois scènes différentes, qui se suivent, incitant le spectateur à en faire le tour. En mars 1882, Louis Clément de Ris, conservateur du musée de Versailles, remarque la nette dégradation de l’œuvre, et en février 1893, Pierre de Nolhac reprend en vain le projet de son prédécesseur. En 1955 uniquement, la décision est prise de l'abriter à l’intérieur pour la protéger, et en 1990, un moulage en araldite vint prendre la place qu’elle occupait précédemment. Grâce au mécénat de la Société Moët Hennessy, le groupe fut restauré entre 2007 et 2009, puis placée dans l’orangerie, à côté de la statue équestre de Louis XIV sous les traits de Marcus Cursius du Bernin et retravaillée par Girardon. Cela lui permet de rester dans le cadre de Versailles.

## Description
Par ses dimensions immenses, la réalisation de l’ensemble sculpté est une véritable prouesse technique. Le marbre est dégagé de façon à mettre en valeur les trois personnages. 
Inspiré de L’Enlèvement de la Sabine de Giambologna, dont le sculpteur possède une reproduction miniature en bronze, Girardon ménage plusieurs angles de vue : les visages des trois personnages sont tous dans un angle différent, ce qui ne permet pas de les regarder tous les trois simultanément. Cela est réalisé afin que les spectateurs puissent tourner autour de l’ensemble sans avoir jamais l’impression d’être au dos de la statue.
On remarque aussi un mouvement en spirale ascendante accentuant ainsi la violence de la scène. On pourrait penser qu’à la suite de ses différents voyages en Italie, l’auteur aurait pu s’inspirer de L'Enlèvement de Proserpine du Bernin. Cependant on note quelques divergences de taille, comme la différence des regards des dieux. Celui de Girardon « dont les yeux n’ont pas été incisés » et celui du Bernin « lubrique, presque vulgaire ».

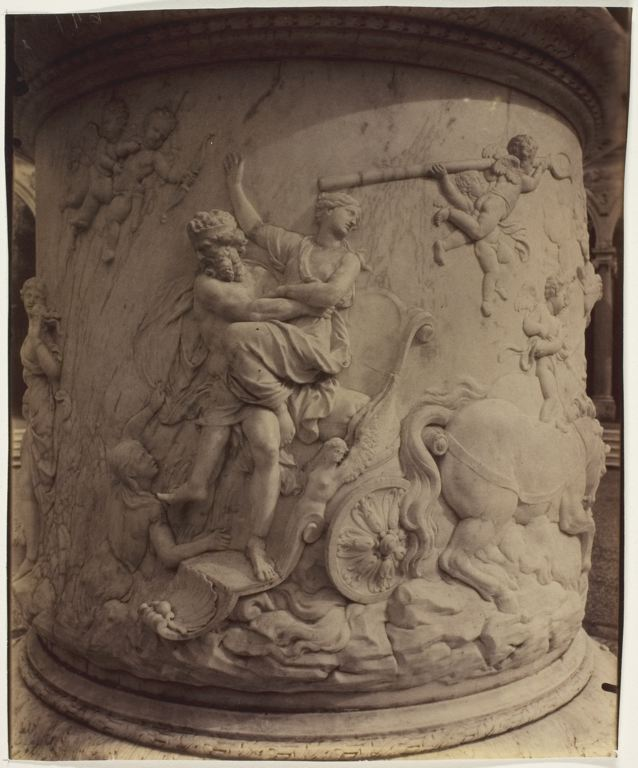
Enlèvement de Proserpine par Pluton, détail du piédestal.

Quant au piédestal de la statue, c’est à lui seul un chef-d’œuvre. Avec des scènes en bas-relief qui se succèdent pouvant aller jusqu’au haut-relief, on observe que trois scènes successives sont représentées : 
- Proserpine et ses nymphes cueillant des fleurs ;
- Pluton entraînant Proserpine vers l’entrée des Enfers ;
- Cérès sur son char recherchant sa fille.

L’artiste a su rendre avec beaucoup de sensibilité la tension de Pluton, qui tend chacun de ses muscles. On distingue dans le marbre ses doigts qui s’enfoncent dans la chair de la jeune fille. Ses orteils sont crispés et ses veines ressortent.

## Histoire mythologique
L’enlèvement de Proserpine est un des mythes les plus anciens des Grecs et des Romains. Il permet d’expliquer le cycle régulier des saisons. Pluton le dieu des Enfers est amoureux de sa nièce la jeune Proserpine, fille de Jupiter et de Cérès, déesse de l’agriculture. Le dieu souterrain décide d’enlever la jeune fille, alors qu’elle se trouve en Sicile dans la plaine d’Enna à cueillir des fleurs, entourée de nymphes. En effet, Cyanée, représentée à terre, tente d’intervenir. De désespoir, la mère de Proserpine erre pendant neuf jours et neuf nuits sur la terre sans se nourrir, un flambeau dans chacune de ses mains. Furieuse à l’idée que son frère ait pu agir de la sorte, elle décide de négliger les récoltes et Jupiter est obligé d’intervenir pour que les hommes ne meurent pas de faim. Un accord est trouvé : Proserpine alternera entre la vie sur la terre et la vie sous la terre avec Pluton. Elle passera donc deux tiers de chaque année avec sa mère et le reste du temps avec Pluton. C’est alors que sa mère porte le deuil de sa fille et que la terre ne produit plus rien, c’est l’hiver.

## Localisation
Arrivé à Versailles en août 1696, l’Enlèvement de Proserpine par Pluton fut d’abord installé au bout de l’Allée royale, sur la demi-lune du parterre du bassin d'Apollon. Malgré les protestations de Colbert de Villacerf, le groupe prit place au centre du bosquet de la Colonnade d'après plusieurs descriptions inédites du jardin de Versailles, et cela dès 1696 ou 1699. Cependant, dès 1955, son état jugé critique oblige les conservateurs à la mettre à l’abri dans les réserves du musée. En 1990, un moulage de la sculpture est placé au centre de la colonnade. Entre 2007 et 2009, l’original fut restauré puis déposé à l’abri dans l’Orangerie, où il se trouve toujours.

## Dimensions
287,5 × 138 × 146 cm. Hauteur totale avec le piédestal : 4,7 mètres.

## Copies
- Une copie du groupe, réalisée par Suchelet, se trouve dans le jardin de l'hôtel de Villeroy à Paris, siège du ministère de l'Agriculture[8].
- Une copie du groupe, réalisée par Ernest Henri Dubois, orne les jardins du château de Bussy-Rabutin[4].